# Lauryn Williams
Lauryn Chenet Williams (ur. 11 września 1983 w Pittsburghu) – amerykańska sprinterka oraz bobsleistka. Złota i srebrna medalistka olimpijska, trzykrotna mistrzyni świata, srebrna medalistka halowych mistrzostw świata, dwukrotna złota medalistka igrzysk panamerykańskich oraz złota medalistka mistrzostw świata juniorów.

## Przebieg kariery
W 2002 roku zdobyła dwa medale mistrzostw świata juniorów, złoty w biegu na 100 m oraz srebrny w biegu rozstawnym 4 × 100 m. Rok później została srebrną medalistką seniorskich mistrzostw świata w Paryżu (medal wywalczyła w konkurencji biegu sztafet 4 × 100 m), jak również zdobyła dwa złote medale igrzysk panamerykańskich w Santo Domingo.
Podczas igrzysk olimpijskich w Atenach zdobyła srebrny medal w konkurencji biegu na 100 m, w finale tych zmagań uzyskała czas 10,96 – o 0,03 s gorszy niż triumfatorki Juliji Nieściarenki. Była również członkinią amerykańskiej sztafety 4 × 100 m, wprawdzie ekipa z jej udziałem uzyskała najlepszy czas w grupie eliminacyjnej (41,67), ale finałowego biegu nie ukończyła.
W 2005 roku wywalczyła dwa złote medale rozgrywanych w Helsinkach mistrzostw globu – w biegu na 100 m oraz w biegu sztafet 4 × 100 m. Rok później zdobyła pierwszy w karierze medal halowych mistrzostw świata, podczas zmagań rozgrywanych w Moskwie została wicemistrzynią globu w biegu na 60 m. Wystąpiła na mistrzostwach świata w Osace, w ich ramach amerykańska sztafeta 4 × 100 m z jej udziałem obroniła tytuł mistrzowski, a Williams indywidualnie zdobyła srebrny medal w biegu na 100 m.
Na igrzyskach olimpijskich w Pekinie zajęła 4. miejsce w finale konkursu biegu na 100 m, jak również wystąpiła w konkursie biegu sztafet 4 × 100 m (amerykańska ekipa z udziałem Williams została zdyskwalifikowana w eliminacjach). W ramach igrzysk olimpijskich w Londynie zaś wzięła udział jedynie w konkursie biegu sztafet 4 × 100 m – Williams wystąpiła jedynie w fazie eliminacyjnej, mimo to wywalczyła złoty medal olimpijski.
W lipcu 2013 roku zakończyła karierę lekkoatletyczną z powodu kontuzji. Od tego momentu brała udział w zawodach międzynarodowych rozgrywanych w dyscyplinie bobslejów. Jednym z takich wydarzeń były igrzyska olimpijskie w Soczi, w trakcie których Amerykanka zdobyła srebrny medal w konkurencji dwójek kobiecych. Dzięki temu osiągnięciu została piątą w historii osobą (i pierwszą w historii Stanów Zjednoczonych), który zdobywała medale zarówno na letnich, jak i zimowych igrzyskach olimpijskich. Ostatni start Amerykanki w zawodach bobslejowych miał miejsce w lutym 2015 roku podczas zmagań Pucharu Świata rozgrywanych w Innsbrucku.

## Osiągnięcia
Wymieniono wyłącznie osiągnięcia lekkoatletyczne.
| Rok     | Zawody                      | Miasto        | Miejsce | Konkurencja        | Wynik |
| ------- | --------------------------- | ------------- | ------- | ------------------ | ----- |
| 2002    | Mistrzostwa świata juniorów | Kingston      | złoto   | bieg na 100 m      | 11,33 |
| 2002    | Mistrzostwa świata juniorów | Kingston      | srebro  | sztafeta 4 × 100 m | 43,66 |
| 2003    | Igrzyska panamerykańskie    | Santo Domingo | złoto   | bieg na 100 m      | 11,12 |
| 2003    | Igrzyska panamerykańskie    | Santo Domingo | złoto   | sztafeta 4 × 100 m | 43,06 |
| 2003    | Mistrzostwa świata          | Paryż         | srebro  | sztafeta 4 × 100 m | 42,03 |
| 2004    | Igrzyska olimpijskie        | Ateny         | srebro  | bieg na 100 m      | 10,96 |
| 2004    | Igrzyska olimpijskie        | Ateny         | DNF     | sztafeta 4 × 100 m | DSQ   |
| 2004    | Światowy finał IAAF         | Monako        | brąz    | bieg na 100 m      | 11,21 |
| 2005    | Mistrzostwa świata          | Helsinki      | złoto   | bieg na 100 m      | 10,93 |
| 2005    | Mistrzostwa świata          | Helsinki      | złoto   | sztafeta 4 × 100 m | 41,78 |
| 2005    | Światowy finał IAAF         | Monako        | brąz    | bieg na 100 m      | 11,04 |
| 2006    | Halowe mistrzostwa świata   | Moskwa        | srebro  | bieg na 60 m       | 7,01  |
| 2007    | Mistrzostwa świata          | Osaka         | srebro  | bieg na 100 m      | 11,01 |
| 2007    | Mistrzostwa świata          | Osaka         | złoto   | sztafeta 4 × 100 m | 41,98 |
| 2007    | Światowy finał IAAF         | Stuttgart     | 5.      | bieg na 100 m      | 11,31 |
| 2007    | Światowy finał IAAF         | Stuttgart     | 5.      | bieg na 200 m      | 22,94 |
| 2008    | Igrzyska olimpijskie        | Pekin         | 4.      | bieg na 100 m      | 11,03 |
| 2008    | Igrzyska olimpijskie        | Pekin         | DSQ H   | sztafeta 4 × 100 m | N/A   |
| 2008    | Światowy finał IAAF         | Stuttgart     | 6.      | bieg na 100 m      | 11,22 |
| 2008    | Światowy finał IAAF         | Stuttgart     | 6.      | bieg na 200 m      | 23,30 |
| 2009    | Mistrzostwa świata          | Berlin        | 5.      | bieg na 100 m      | 11,01 |
| 2009    | Mistrzostwa świata          | Berlin        | DNF H   | sztafeta 4 × 100 m | N/A   |
| 2012    | Igrzyska olimpijskie        | Londyn        | złoto   | sztafeta 4 × 100 m | 41,64 |
| Źródło: |                             |               |         |                    |       |

## Rekordy życiowe
- bieg na 100 m – 10,88 (19 sierpnia 2005, Zurych)
- bieg na 200 m – 22,27 (22 maja 2005, Carson)
- sztafeta 4 × 100 m – 41,58 (8 sierpnia 2009, Chociebuż)

Halowe
- bieg na 60 m – 7,01 (10 marca 2006, Moskwa)
- bieg na 200 m – 22,79 (12 marca 2004, Fayetteville)

Źródło: 